# Петро (криптовалюта)
Петро, або petromoneda — криптовалюта, розроблена урядом Венесуели. Оголошена в грудні 2017 року, забезпечена нафтою і мінеральними ресурсами, використовується поряд з боліваром і може служити для отримання доступу до міжнародного фінансування. До валюти прив'язаний суверенний болівар.

## Історія
Президент Венесуели Ніколас Мадуро оголосив про створення петро в телезверненні від 3 грудня 2017 року, заявивши, що ця валюта забезпечена запасами нафти (ціни 1 бареля національної нафти), бензину, золота і алмазів. Конкретним забезпеченням називалися сертифіковані нафтові запаси родовища Ayacucho 1 в регіоні Атапіріре, які за станом на цей час ніким не розроблялися і розроблятися не планувалися.
5 січня 2018 року Мадуро заявив, що Венесуела буде випускати 100 млн токенів петро, обсяг випуску повинен скласти близько 6 млрд доларів США. Він також сформував урядовий консультативний комітет у справах криптовалют.
20 лютого 2018 року розпочався випуск петро урядом Венесуели. Мінімально необхідні інвестиції для отримання криптоактивів становлять 50 євро (або їх еквівалент) на електронний гаманець або 1000 євро (або їх еквівалент) на банківські депозити.
20 серпня 2018 року Мадуро оголосив про запровадження нової національної валюти — суверенного болівара, прив'язаного до національної криптовалюти (за курсом 1 Petro = 3 600 с.б., в той час як колишній сильний боллівар змінювався на новий в розрахунку 100 000 до 1).
7 грудня 2018 року венесуельські пенсіонери зіткнулися з тим, що їхні пенсійні виплати автоматично переводилися в криптовалюту петро; при цьому місцеві магазини не приймали її до оплати, як і криптобіржі і провідні розрахунки в криптовалюті компанії.
14 грудня 2018 року на саміті в Гавані Ніколас Мадуро запропонував використовувати криптовалюту петро для розрахунків в ході торгівлі в рамках Боліваріанського альянсу народів Америки (АЛБА), що об'єднує 10 країн Латинської Америки. Влада країни ще з 2017 року безуспішно намагалася організувати поставки нафти на основі криптовалюти.
Національна асамблея констатувала порушення проектом Petro трьох положень Конституції: заборона на створення альтернативних платіжних засобів, заборона на обтяження держави міжнародними борговими зобов'язаннями без дозволу парламенту і заборона на використання сировинних ресурсів в якості забезпечувальноъ застави міжнародних зобов'язань.
Влітку 2019 року Мадуро заявив про бажання перетворити петро в конвертовану валюту.

## Статус
По суті петро є не криптовалютою, а створеним на основі відкритої і безкоштовної платформи блокчейна Ethereum токеном (борговим зобов'язанням або контрактом на надання послуг в сьогоденні, або в майбутньому). Спочатку використовувався токен на базі Ethereum ERC-20, пізніше був перехід на NEM, а потім повернення до Ethereum.
Курс криптовалюти встановлювався рішеннями президента країни, з серпня 2018 року до неї були прив'язані ціни і зарплати.